# Caravelair
Caravelair è una società costruttrice di roulotte francese con sede a Tournon-sur-Rhône.

## Storia
Caravelair è stata creata nel 1962 dalla società di Stato Sud-Aviation (costruttrice tra l'altro del Sud Aviation Caravelle, da qui il nome del marchio), come diversificazione aziendale. Si basarono su prodotti esistenti americani, dei quali ne copiarono uno, lo smontarono e videro come era costruito.
L'originalità del prodotto francese fu l'utilizzo della carrozzeria in lamiera di lega di alluminio con nervature per aumentare la rigidità. Altri fabbricanti dell'epoca utilizzarono l'acciaio come Tesserault, Digue, Trafler, e acciaio-alluminio come Sterckeman.

## Prodotti

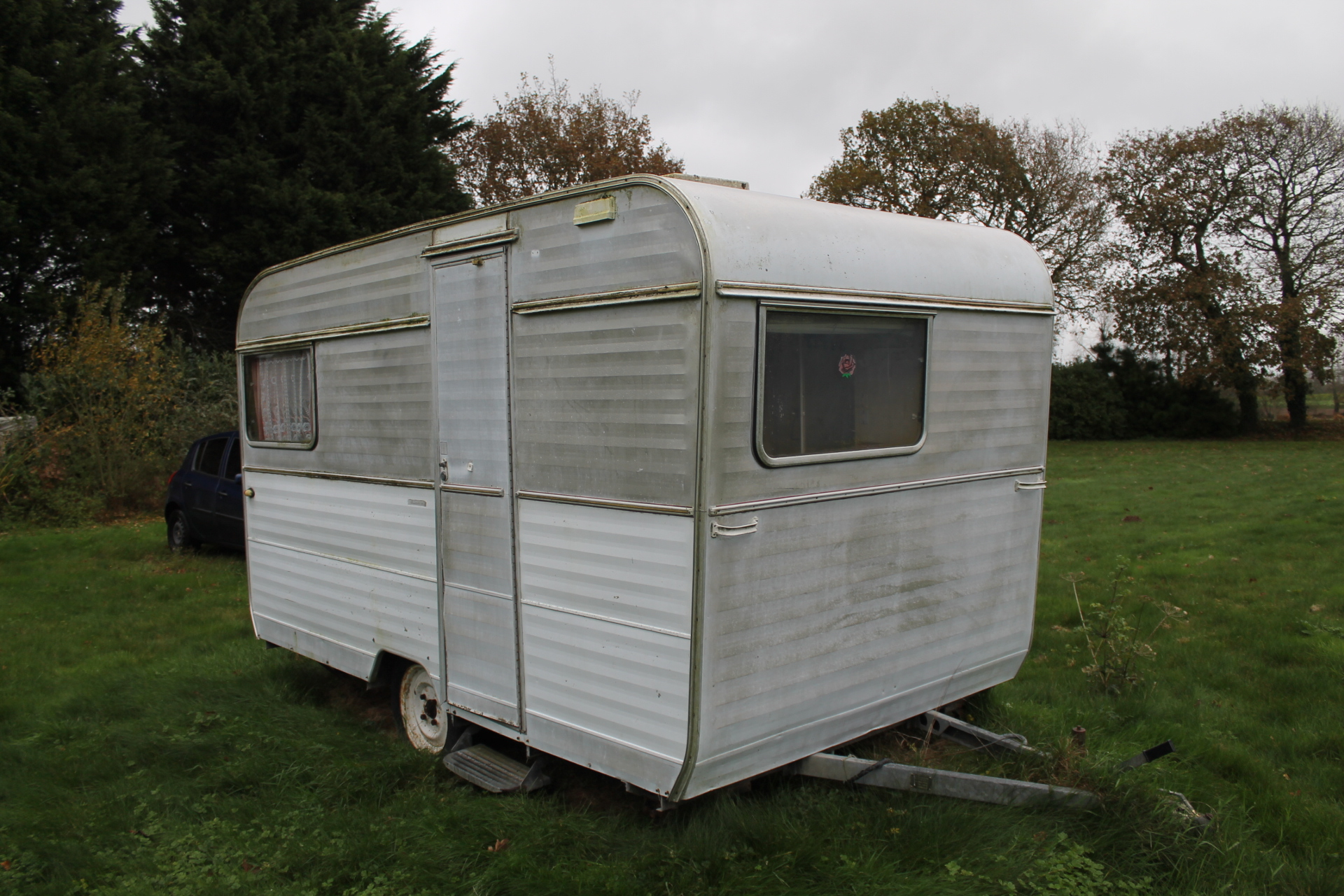
Caravelair Alsace (fronte)

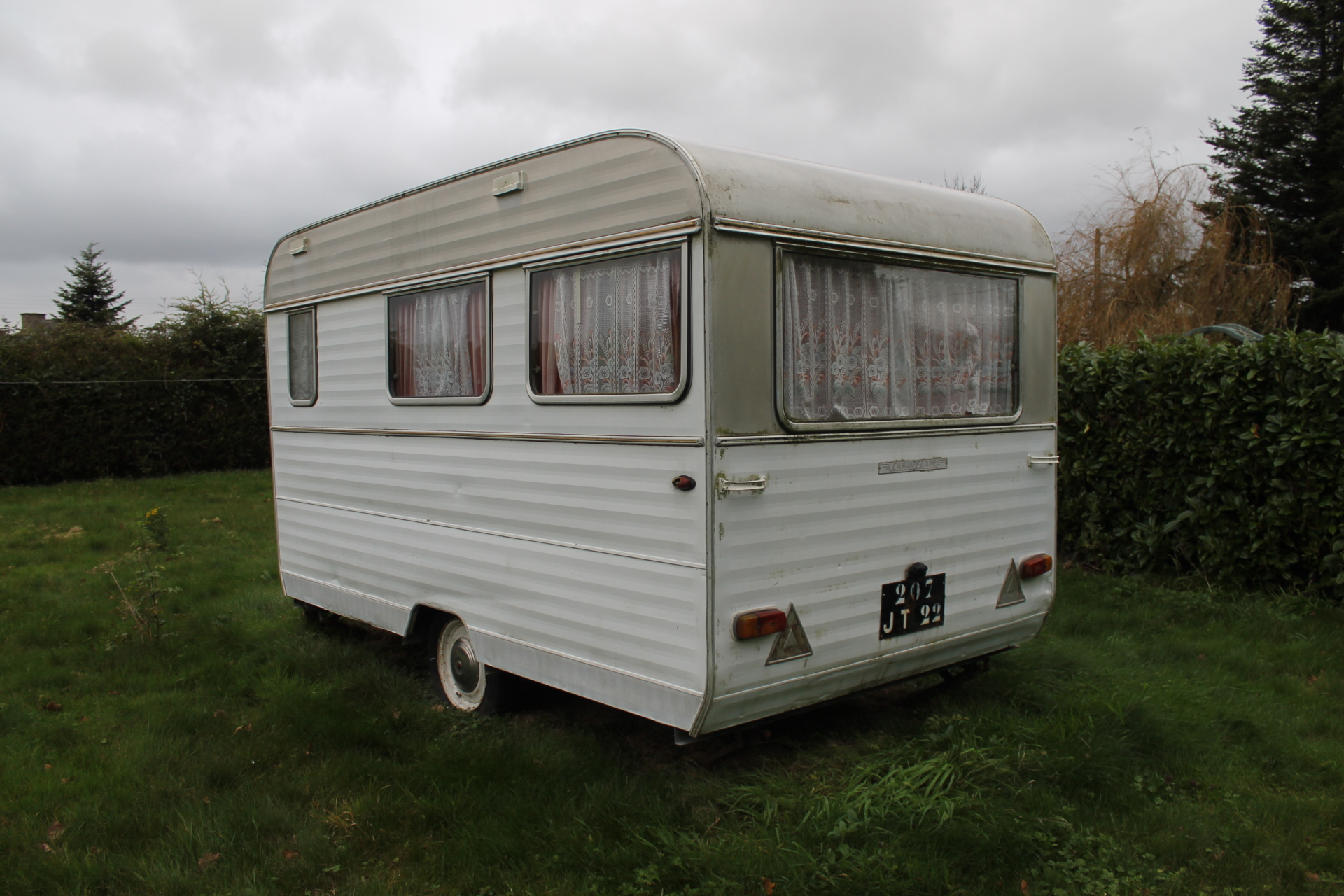
Caravelair Alsace (retro)

### Modelli prodotti in passato
- Catalane
- Gascogne
- Vendée
- Alsace
- Armagnac
- Languedoc
- Savoie
- Armor
- Bamba (De Luxe)
- Neuchatel
- Lugano